# Ingo Lege
Ingo Lege (* 7. Februar 1976 in Peine) ist ein deutscher Journalist, Hörfunkmoderator, Autor und Sprecher.  

## Leben
Lege wuchs in Bierbergen in der Gemeinde Hohenhameln auf. Er absolvierte Anfang der 1990er Jahre eine Ausbildung zum Offsetdrucker. In dieser Zeit sang und spielte er E-Bass in lokalen Bands. Nach dem Zivildienst und späterem Fachabitur an der Walter-Gropius-Schule in Hildesheim durchlief er Praktika bei Radio Okerwelle 104,6 in Braunschweig und der Peiner Allgemeine Zeitung (PAZ).
Ein anschließendes Studium der Nachrichtentechnik an der Universität Hamburg brach Lege ab und arbeitete ab 1999 wieder als Drucker. Gleichzeitig schrieb er als freier Mitarbeiter für die PAZ im Bereich Jugend- und Musikjournalismus.
Anfang der 2000er Jahre ging Lege an die Hanseatische Akademie für Marketing und Medien in Hamburg und studierte Moderationstechnik und Medienpräsentation. Im Jahr 2002 begann er ein Volontariat bei Radio Ton in Heilbronn; anschließend arbeitete er dort bis 2006.
Von 2006 bis 2017 arbeitete er als Moderator, Redakteur und Autor von Comedy-Formaten bei verschiedenen Radiostationen in Deutschland, Luxemburg und Österreich, so zum Beispiel bei Antenne 1 in Stuttgart, RTL Radio 93,3 und 97,0 in Luxemburg, Antenne Vorarlberg in Schwarzach.
Von 2011 bis 2012 absolvierte Lege eine Ausbildung zum Moderationstrainer für den Hörfunk. Danach war er Chefmoderator im deutschsprachigen Programm von RTL Radio, RTL Radio 93,3. Von 2016 bis 2017 machte er eine Ausbildung zum Studiosprecher und arbeitete unter anderem als Synchronsprecher.
Anfang 2018 wechselte er zu SWR1 Baden-Württemberg in Stuttgart, wo er seitdem verschiedene Sendungen moderiert. Zuerst begann er bei SWR1 Die Nacht, seit 2019 moderiert er wochentags regelmäßig die Sendestrecken ab 12 Uhr und am Samstagvormittag im Wechsel die Sendung Bloß kein Stress. Seit 2021 ist er im Team der SWR1 Hitparaden-Moderatoren, gemeinsam mit Patrick Neelmeier.
Ingo Lege lebt in der Nähe von Stuttgart.

## Auszeichnungen
2000: 3. Platz Konrad-Adenauer-Lokaljournalistenpreis zusammen mit der Jugendredaktion der PAZ
2015: 1. Platz LFK-Medienpreis des Landes Baden-Württemberg. Kategorie Moderation